# Rivula lutea
Rivula lutea là một loài bướm đêm trong họ Erebidae.